# النهج القائم على الحقوق للتنمية
النهج القائم على الحقوق للتنمية هو نهج للتنمية تروج له العديد من وكالات التنمية والمنظمات غير الحكومية لتحقيق تحول إيجابي في علاقات القوى بين مختلف الجهات الفاعلة في مجال التنمية. هذه الممارسة تطمس التمييز بين حقوق الإنسان والتنمية الاقتصادية. هناك مجموعتان من أصحاب المصلحة في التنمية القائمة على الحقوق-أصحاب الحقوق (الذين لا يتمتعون بالحقوق الكاملة) والمكلّفين بالواجبات (المؤسسات الملزمة بالوفاء بحقوق أصحابها). يهدف النهج القائم على الحقوق إلى تعزيز قدرة المكلّفين بالواجبات وتمكين أصحاب الحقوق.

## تطبيق النهج القائم على الحقوق في المنظمات غير الحكومية
يتعيّن على المنظمات غير الحكومية التي تنتقل إلى النهج القائم على الحقوق إعادة تعريف المهمات واختبار المنهجيات الجديدة وإعادة تخصيص التمويل وتدريب الموظفين. للقيام بذلك، هناك بعض الخطوات التي يتعيّن على المنظمات غير الحكومية اتخاذها لتطوير البرامج والحملات حول النهج القائم على الحقوق.
أولًا، تحتاج المنظمات غير الحكومية إلى ابتكار أفكار للبرنامج. تُنشأ هذه على أساس تحليل الحقوق داخل بلد معين. التحليل ضروري لتحديد وإعطاء الأولوية لأكثر المحرومين في المجتمع. عندئذ يكون الهدف من اتباع النهج القائم على الحقوق هو تمكين هؤلاء الأشخاص. تحدد هذه الخطوة أيضًا وتستعرض قدرة المكلفين بالواجبات. كما تحاول فهم العلاقة بين أصحاب الحقوق وأصحاب الواجب.
والخطوة التالية هي تثقيف كل من أصحاب الحقوق والقائمين بالواجبات من خلال التعبير عن حقوق المواطنين وواجب الحكومة. هذه خطوة مهمة حتى يكون كلا الطرفين على دراية بحقوقهما الفردية ومسؤولياتهما وأدوارهما في المجتمع. وهذا يتيح التواصل الفعال الضروري بين أصحاب الحقوق وأصحاب الواجب.
بعد تحليل الموقف على نطاق واسع، يُطوّر مشروع أو برنامج. يحتاج البرنامج إلى معالجة حالات العجز في حقوق الإنسان المتعلقة بمجموعات أو مجتمعات أو بلدان معينة تواجه انتهاكات أو تمييزًا. تُحدد خطوط الأساس والمعايير، والتي تخلق الشفافية والمساءلة في المشروع. تُنشأ الأهداف أيضًا خلال هذه الخطوة من أجل تحليل فعالية البرنامج في سياق حقوق الإنسان في نهاية المشروع. أخيرًا، تشجّع المنظمات غير الحكومية على قيادة المشروع من قبل الشعوب المتضررة، باستخدام مبدأ الحق في المشاركة.
لتحديد مدى فعالية المشروع، من الضروري تقييم جميع المدخلات والمخرجات والأهداف والنتائج من خلال عدسة حقوق الإنسان. ينبغي بعد ذلك تنظيم النتائج في إطار منطقي، لإظهار النتائج الواضحة للمشروع.

## انتقادات
قوبلت هذه النظرية التطويرية الجديدة للنهج القائم على الحقوق بردود فعل إيجابية وكذلك نقد. هناك أفكار مفادها أن دمج لغة حقوق الإنسان مع التنمية هو مجرد تغيير في المصطلحات ولا يغير البرامج التي تُنفّذ. أُعيقت قدرة الدولة على تنفيذ السياسة العامة بسبب الحاجة إلى الامتثال للحقوق الاقتصادية والاجتماعية (الحقوق الاقتصادية والاجتماعية والثقافية «إي إس سي»). كانت ممارسات التنمية دون دمجها مع حقوق الإنسان أكثر فاعلية في تنفيذ البرامج ومراقبتها. لذلك، فإن الحاجة إلى الجمع بين حقوق الإنسان والتنمية ليست ضرورية للمستفيدين.
بينما لا يزال هناك تقييمات إيجابية أكثر عند التعامل مع النهج القائم على الحقوق في التنمية، لا تزال هناك انتقادات تحيط بالتركيز على الجمع بين حقوق الإنسان والتنمية. تنبع هذه الانتقادات من فكرة أن تغيير المصطلحات لن يؤدي إلى زيادة إنتاجية المنظمات غير الحكومية أو بالضرورة برامج المنظمات غير الحكومية التي تُنفّذ. فقط بالقول إنّه يجب على الحكومة والشركات الآن أن تكون مسؤولة عن التنمية باعتبارها قضية لحقوق الإنسان فهذا لا يعني حدوث أي تغييرات في الإجراءات.
هناك نقد آخر طُرِح وهو أنه كان هناك العديد من المنظمات غير الحكومية التي جمعت أفكار حقوق الإنسان إلى جانب التنمية قبل صياغة مصطلح «النهج القائم على الحقوق في التنمية». كان هناك رابط طبيعي بين التنمية والحقوق وكثيرًا ما كان هناك ضغط على الدول والحكومات للمشاركة في قضايا حقوق الإنسان وكذلك التنمية. لذلك، في كثير من الحالات، لن يؤدي تغيير المصطلحات إلى زيادة فعالية الدولة.
كانت هناك انتقادات أخرى للنهج القائم على الحقوق في التنمية كون الأفكار والنظريات لم تُحدد. النهج القائم على الحقوق مصطلح غامض لا يمثل بوضوح مجموعة من الأفكار. هناك العديد من التفسيرات حول النهج القائم على الحقوق والذي يطرح مشاكل عند مناقشة كيف ستحاول المنظمات غير الحكومية أو الوكالات المانحة أو برامج الأمم المتحدة تنفيذ هذه الأفكار في برامجها.
أحد الأمثلة على التنفيذ هو في مجال النوع الاجتماعي «الجندر» والتنمية. لطالما نُوضل للمساواة في حقوق المرأة، ومن خلال تطبيق النهج القائم على الحقوق للتنمية فإنه يُغيّر بعض الطرق التي تُطبّق فيها حقوق المساواة للمرأة بفعالية في المجتمع. كان هناك طريقان رئيسيان يتعلقان بعدم المساواة بين الجنسين؛ يشمل ذلك منظمات حقوق الإنسان التي تركز على المساواة في الحقوق للمرأة والمنظمات التي تركز على المساواة بين الجندر والتنمية. من خلال دمج هاتين الفكرتين المختلفتين، يمكن أن يخلق ذلك مشاكل بين الخبراء والطريقة التي تُنفّذ فيها البرامج.
هناك أيضًا تباين بين المنظمات غير الحكومية في الشمال والمنظمات غير الحكومية في الجنوب بين وجهات نظرها وأفكارها التي يمكن من خلالها تنفيذ البرامج المتعلقة بالتنمية وحقوق الإنسان بشكل منفصل. من خلال محاولة الجمع بين هذين الخطابين في جميع أنحاء العالم، يمكن أن يخلق ذلك مشاكل في تجزئة الأفكار والبرامج. في حال حدثت التجزئة، فستكون عكس مقصد المنظمات غير الحكومية التي تحاول دمج حقوق الإنسان والتنمية في برامج مماثلة.